# جورج رايت
جورج رايت (بالفرنسية: Georges Rayet)‏ (و. 1839 – 1906 م) هو عالم فلك من فرنسا. ولد في بوردو.
توفي عن عمر يناهز 67 عاماً.

## التعليم
تعلم في مدرسة الأساتذة العليا.